# Amt Prenzlau-Land
Das Amt Prenzlau-Land war ein 1992 gebildetes Amt in Brandenburg, in dem zunächst zwölf Gemeinden im damaligen Kreis Prenzlau (heute Landkreis Uckermark, Brandenburg) zu einem Verwaltungsverbund zusammengefasst waren. Amtssitz war die Stadt Prenzlau. Das Amt wurde 2001 wieder aufgelöst.

## Geographische Lage
Das Amt Prenzlau-Land lag im Norden des heutigen Landkreises Uckermark. Es grenzte im Norden an das Amt Nordwestuckermark und das Amt Lübbenow/Uckermark, im Osten an die Stadt Prenzlau, im Süden an das Amt Brüssow und das Amt Gramzow, im Süden halbkreisförmig um die Stadt Prenzlau herum und weiter im Süden und Westen an das Amt Nordwestuckermark.

## Geschichte
Der Minister des Innern des Landes Brandenburg erteilte der Bildung des Amtes Prenzlau-Land am 20. Juli 1992 seine Zustimmung. Als Zeitpunkt des Zustandekommens des Amtes wurde der 31. Juli 1992 festgelegt. Das Amt hatte seinen Sitz in der amtsfreien Stadt Prenzlau und bestand zunächst aus zwölf Gemeinden im damaligen Kreis Prenzlau:
1. Damme
2. Dedelow
3. Drense
4. Falkenhagen
5. Grünow
6. Holzendorf/Zernikow
7. Klinkow
8. Schönwerder
9. Göritz
10. Dauer
11. Blindow
12. Schenkenberg

Zum 27. August 1992 wurde auch die Gemeinde Güstow (Kreis Prenzlau) dem Amt Prenzlau-Land zugeordnet.
Zum 30. Dezember 1997 schlossen sich die Gemeinden Blindow und Schenkenberg zur neuen Gemeinde Schenkenberg zusammen. Zum 31. Dezember 1997 bildeten Falkenhagen und Holzendorf die neue Gemeinde Holzendorf. Und ebenfalls zum 31. Dezember 1997 schlossen sich die Gemeinden Damme, Drense und Grünow zur neuen Gemeinde Grünow zusammen. Aus den Gemeinden des Amtes Nordwestuckermark Ferdinandshorst, Fürstenwerder, Gollmitz, Kraatz, Naugarten, Röpersdorf/Sternhagen, Schapow, Schönermark, Weggun sowie der Gemeinde Holzendorf aus dem Amt Prenzlau-Land wurde mit Wirkung vom 1. November 2001 die neue Gemeinde Nordwestuckermark gebildet.
Am 1. November 2001 wurden die Gemeinden Dauer, Dedelow, Güstow, Klinkow, Schönwerder und der Ortsteil Blindow der Gemeinde Schenkenberg in die Stadt Prenzlau eingegliedert. Die Gemeinde Grünow des Amtes Prenzlau-Land wechselt zum 1. November 2001 in das Amt Gramzow. Die Gemeinden Göritz und Schenkenberg (ohne den früheren Ortsteil Blindow) werden dem Amt  Brüssow (Uckermark) zugeordnet. Mit der Eingliederung der meisten amtsangehörigen Gemeinden in die Stadt Prenzlau und dem Wechsel der restlichen Gemeinden in andere Ämter wurde das Amt Prenzlau-Land zum 1. November 2001 aufgelöst.

## Amtsdirektor
Erster und einziger Amtsdirektor des Amtes Prenzlau-Land war Carsten Hank.

## Belege
1. ↑  
Bildung der Ämter Nordwestuckermark, Kremmen, Spreenhagen, Oder-Welse, Prenzlau-Land, Am Senftenberger See, Schipkau und Werder. Bekanntmachung des Ministers des Innern vom 20. Juli 1992. Amtsblatt für Brandenburg - Gemeinsames Ministerialblatt für das Land Brandenburg, 3. Jahrgang, Nummer 58, 12. August 1992, S. 1015–7.
2. ↑  
Zuordnung der Gemeinde Güstow zum Amt Prenzlau-Land. Bekanntmachung des Ministers des Innern vom 27. August 1992. Amtsblatt für Brandenburg – Gemeinsames Ministerialblatt für das Land Brandenburg, 3. Jahrgang, Nummer 91, 30. November 1992, S. 2066.
3. ↑  
Neubildung der Gemeinde Schenkenberg aus den bisherigen Gemeinden Blindow und Schenkenberg (Amt Prenzlau-Land). Bekanntmachung des Ministers des Innern vom 27. Oktober 1997. Amtsblatt für Brandenburg Gemeinsames Ministerialblatt für das Land Brandenburg, 8. Jahrgang, Nummer 46, 19. November 1997, S. 942.
4. ↑  
Bildung einer neuen Gemeinde Holzendorf. Bekanntmachung des Ministers des Innern vom 22. Oktober 1997. Amtsblatt für Brandenburg Gemeinsames Ministerialblatt für das Land Brandenburg, 8. Jahrgang, Nummer 45, 14. November 1997, S. 927.
5. ↑  
Bildung einer neuen Gemeinde Grünow. Bekanntmachung des Ministers des Innern vom 22. Oktober 1997. Amtsblatt für Brandenburg Gemeinsames Ministerialblatt für das Land Brandenburg, 8. Jahrgang, Nummer 45, 14. November 1997, S. 927.
6. ↑  
Bekanntmachung des Ministeriums des Innern vom 14. September 2001 Bildung einer neuen Gemeinde Nordwestuckermark. Amtsblatt für Brandenburg Gemeinsames Ministerialblatt für das Land Brandenburg, 12. Jahrgang, 2001, Nummer 44, Potsdam, den 30. Oktober 2001, S. 695 PDF.
7. ↑  
Eingliederung der Gemeinde Dauer in die Stadt Prenzlau. Bekanntmachung des Ministeriums des Innern vom 31. August 2001. Amtsblatt für Brandenburg Gemeinsames Ministerialblatt für das Land Brandenburg, 12. Jahrgang, 2001, Nummer 40, Potsdam, den 4. Oktober 2001, S. 634 PDF.
8. ↑  
Eingliederung der Gemeinde Dedelow in die Stadt Prenzlau. Bekanntmachung des Ministeriums des Innern vom 31. August 2001. Amtsblatt für Brandenburg Gemeinsames Ministerialblatt für das Land Brandenburg, 12. Jahrgang, 2001, Nummer 40, Potsdam, den 4. Oktober 2001, S. 634 PDF.
9. ↑  
Eingliederung der Gemeinde Güstow in die Stadt Prenzlau. Bekanntmachung des Ministeriums des Innern vom 31. August 2001. Amtsblatt für Brandenburg Gemeinsames Ministerialblatt für das Land Brandenburg, 12. Jahrgang, 2001, Nummer 40, Potsdam, den 4. Oktober 2001, S. 634 PDF.
10. ↑  
Eingliederung der Gemeinde Klinkow in die Stadt Prenzlau. Bekanntmachung des Ministeriums des Innern vom 31. August 2001. Amtsblatt für Brandenburg Gemeinsames Ministerialblatt für das Land Brandenburg, 12. Jahrgang, 2001, Nummer 40, Potsdam, den 4. Oktober 2001, S. 634 PDF.
11. ↑  
Eingliederung der Gemeinde Schönwerder in die Stadt Prenzlau. Bekanntmachung des Ministeriums des Innern vom 31. August 2001. Amtsblatt für Brandenburg Gemeinsames Ministerialblatt für das Land Brandenburg, 12. Jahrgang, 2001, Nummer 40, Potsdam, den 4. Oktober 2001, S. 634 PDF.
12. ↑  
Eingliederung des Ortsteils Blindow der Gemeinde Schenkenberg in die Stadt Prenzlau. Bekanntmachung des Ministeriums des Innern vom 31. August 2001. Amtsblatt für Brandenburg Gemeinsames Ministerialblatt für das Land Brandenburg, 12. Jahrgang, 2001, Nummer 40, Potsdam, den 4. Oktober 2001, S. 634 PDF.
13. ↑  
Änderung des Amtes Gramzow. Bekanntmachung des Ministeriums des Innern vom 5. Oktober 2001. Bekanntmachung des Ministeriums des Innern vom 31. August 2001. Amtsblatt für Brandenburg Gemeinsames Ministerialblatt für das Land Brandenburg, 12. Jahrgang, 2001, Nummer 43, Potsdam, den 24. Oktober 2001, S. 671 PDF.
14. ↑  
Änderung des Amtes Brüssow(Uckermark). Bekanntmachung des Ministeriums des Innern vom 5. Oktober 2001. Bekanntmachung des Ministeriums des Innern vom 31. August 2001. Amtsblatt für Brandenburg Gemeinsames Ministerialblatt für das Land Brandenburg, 12. Jahrgang, 2001, Nummer 43, Potsdam, den 24. Oktober 2001, S. 671 PDF.
15. ↑  
Auflösung des Amtes Prenzlau-Land. Bekanntmachung des Ministeriums des Innern vom 5. Oktober 2001. Amtsblatt für Brandenburg Gemeinsames Ministerialblatt für das Land Brandenburg, 12. Jahrgang, 2001, Nummer 43, Potsdam, den 24. Oktober 2001, S. 672 PDF
16. ↑  
Bürgermeisterwahl. In: prenzlau.org. Ehemals im Original (nicht mehr online verfügbar); abgerufen am 30. Mai 2018. (Seite nicht mehr abrufbar. Suche in Webarchiven)